# کاجی صخره
کاجی صخره (نام علمی: Orostachys japonica) نام یک گونه از تیره گل‌نازیان است.